# Corneroporus
Corneroporus är ett släkte av svampar. Corneroporus ingår i familjen Bankeraceae, ordningen Thelephorales, klassen Agaricomycetes, divisionen basidiesvampar och riket svampar.
|              | Hydnellum                                  |
|              |                                            |
|              | Sarcodon                                   |
|              |                                            |
|              | Phellodon                                  |
|              |                                            |
|              | Bankera                                    |
|              |                                            |
| Corneroporus | \| \| Corneroporus subcitrinus \| \| \| \| |
|              | \| \| Corneroporus subcitrinus \| \| \| \| |
|              | Boletopsis                                 |
|              |                                            |
|              | Corneroporus subcitrinus                   |
|              |                                            |

|  | Corneroporus subcitrinus |
|  |                          |